# Priscilla Fairfield Bok
Pour les articles homonymes, voir Fairfield et Bok.
Priscilla Fairfield Bok (1896-1975) est une astronome américaine. Elle travaille en particulier sur la cartographie des bras spiraux de la Voie lactée et étudie les amas stellaires.
L'astéroïde (1983) Bok et le cratère lunaire Bok est nommé en référence à elle et son mari Bart Jan Bok.

## Jeunesse et recherche
La famille de Fairfield vivait à Littleton, Massachusetts, où son père était pasteur unitarien. Elle dut travailler pour pouvoir payer les frais de scolarité à l'université voisine de Boston. Le week-end, elle soudoyait le gardien pour accéder au télescope solaire de l'université sur le toit (un télescope nommé plus tard en son honneur). En 1916, elle publie un article sur les observations de taches solaires dans Popular Astronomy. Fairfield entreprit ses études supérieures avec W.W. Campbell de l'observatoire Lick, et après avoir obtenu son diplôme à l'université de Berkeley en 1921, elle fut rejetée d'un emploi à la General Electric Company en déclarant qu'elle voulait finalement devenir astronome. Elle a rejeta deux offres sur la côte ouest en faveur du Smith College Observatory dans le Massachusetts. Là, elle commença à travailler sur les étoiles variables RR Lyrae, durant les week-end, avec Harlow Shapley et Bertil Lindblad à l'Observatoire du Harvard College.
Fairfield était professeure adjointe d'astronomie lorsqu'elle a assisté à la troisième assemblée générale de l'Union astronomique internationale (UAI) à Leyde aux Pays-Bas en 1928. L'astronome qui lui était assigné au sein du comité de réception était un jeune étudiant diplômé, Bart Bok, de dix ans son cadet. Bok lui fit sa demande en mariage à la fin de la conférence. Ils correspondirent durant l'année qui suivit, car Fairfield ne souhaitait pas se marier précipitamment.
En l'espace de quatorze mois, Bok avait interrompu ses études de thèse à Groningue avec Piet van Rhijn et avait traversé l'Atlantique à Harvard sur l'invitation de Shapley, son directeur. Ils se marièrent le 9 septembre 1929, dans les trois jours suivant l'arrivée de Bok aux États-Unis, chez son frère dans l'état de New York,. Shapley considérant Priscilla comme sa protégée, il douta initialement des intentions de Bok.